# Pardosa ruanda
Pardosa ruanda là một loài nhện trong họ Lycosidae.
Loài này thuộc chi Pardosa. Pardosa ruanda được Embrik Strand miêu tả năm 1913.